# Casca (Rio Grande do Sul)
Pour les articles homonymes, voir Casca (homonymie).
Casca est une municipalité du Nord-Ouest de l'État du Rio Grande do Sul faisant partie de la microrégion de Passo Fundo  et située à 179 km au nord de Porto Alegre, capitale de l'État. Elle se situe à une latitude de 28° 33′ 55″ sud et à une longitude de 51° 58′ 37″ ouest, à une altitude de 608 mètres. Sa population était estimée à 8 381, pour une superficie de 272 km2. On y accède par les RS-129 et RS-324.
Les premiers habitants de la région furent les Amérindiens. Les premiers Blancs à s'installer furent les colons italiens et polonais, ces derniers installant dans la région de Carpátos.
Le début de la colonisation se fit en 1892. Casca s'appelait à l'origine São Luiz de Guaporé, quand, en 1904, elle fut considérée comme le deuxième district de la municipalité Guaporé. São Luiz de Guaporé devint, en 1920, São Luiz de Cáscara, et, à partir de 1928, reçut le toponyme de Cáscara.
Quant à l'origine de Casca, il y a deux versions : la première est qu'il y avait dans la région l'écorce ("casca", en portugais) d'un certain arbre qui était très recherchée ; la deuxième viendrait du toponyme "Lajeado Cáscara", d'où aurait dérivé le nom de Casca.
Son économie est faite essentiellement d'agriculture et de petite industrie. Nombreux commerces et croisée de routes importantes.

## Villes voisines
- Santo Antônio do Palma
- São Domingos do Sul
- Paraí
- Nova Araçá
- Nova Bassano
- Serafina Corrêa
- Montauri
- Vila Maria